# Monte Duchessa - Vallone Cieco e Bosco Cartore
Monte Duchessa - Vallone Cieco e Bosco Cartore este o arie protejată (arie specială de conservare — SAC, sit de importanță comunitară — SCI) din Italia întinsă pe o suprafață de 521 ha, integral pe uscat.

## Localizare
Centrul sitului Monte Duchessa - Vallone Cieco e Bosco Cartore este situat la coordonatele 42°10′38″N 13°19′15″E / 42.177222°N 13.320833°E.

## Înființare
Situl Monte Duchessa - Vallone Cieco e Bosco Cartore a fost declarat sit de importanță comunitară în iunie 1995 pentru a proteja 11 specii de animale. Situl a fost protejat și ca arie specială de conservare în decembrie 2016.

## Biodiversitate
Situată în ecoregiunea mediteraneană, aria protejată conține 7 habitate naturale: Pajiști uscate seminaturale și facies de acoperire cu tufișuri pe substraturi calcaroase (Festuco-Brometalia) (* situri importante pentru orhidee), Pajiști alpine și subalpine calcaroase, Lespezi calcaroase, Păduri de fag din Apenini cu Taxus și Ilex, Păduri pe pante, grohotișuri și ravene de Tilio-Acerion, Pajiști alpine și boreale, Grohotișuri calcaroase și de șisturi calcaroase de la nivelul montan până la nivelul alpin (Thlaspietea rotundifolii).
La baza desemnării sitului se află mai multe specii protejate:
- păsări (5): buha (Bubo bubo), ciocănitoare cu spate alb (Dendrocopos leucotos), șoim călător (Falco peregrinus), muscar-gulerat (Ficedula albicollis), ciocârlie de pădure (Lullula arborea)
- mamifere (5): lupul (Canis lupus), liliac cu urechi mari (Myotis bechsteinii), liliac cărămiziu (Myotis emarginatus), liliac comun (Myotis myotis), urs brun (Ursus arctos)
- nevertebrate (1): Rosalia alpina

Pe lângă speciile protejate, pe teritoriul sitului au mai fost identificate 6 specii de plante, 5 specii de mamifere, 1 specie de reptile.